# RS-142
La RS-142 est une route locale Nord-Ouest de l'État du Rio Grande do Sul. Elle relie la municipalité de Carazinho à celle de Victor Graeff. Elle dessert les communes de Carazinho, Não-Me-Toque et Victor Graeff, et est longue de 43,240 km. Elle débute à l'embranchement de la RS-330 et s'achève à la jonction avec la RS-223.